# カンパーニャ
カンパーニャ（イタリア語: Campagna）は、イタリア共和国カンパニア州サレルノ県にある、人口約1万7000人の基礎自治体（コムーネ）。

## 地理

### 位置・広がり

#### 隣接コムーネ
隣接するコムーネは以下の通り。括弧内のAVはアヴェッリーノ県所属を示す。
- アチェルノ
- カラブリット (AV)
- コントゥルシ・テルメ
- エーボリ
- オレーヴァノ・スル・トゥシャーノ
- オリヴェート・チトラ
- ポスティリオーネ
- セネルキア (AV)
- セッレ

## 行政

### 分離集落
カンパーニャには、以下の分離集落（フラツィオーネ）がある。
- Camaldoli, Galdo, Mattinelle, Puglietta, Quadrivio, Romandola-Madonna del Ponte, Santa Maria La Nova, Serradarce

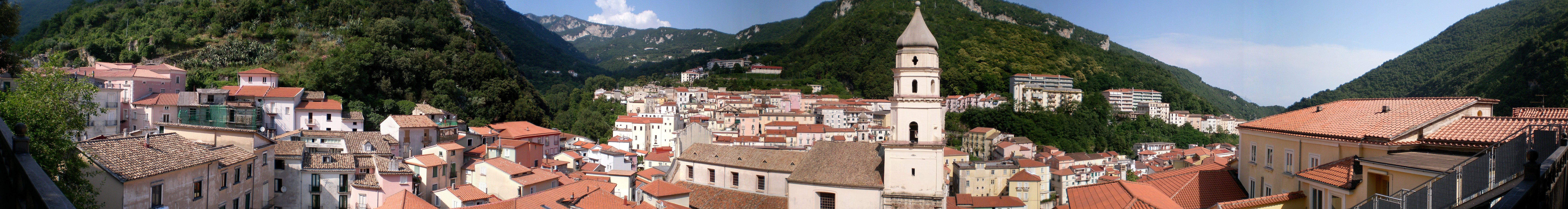

## 自然・環境
カンパーニャからセッレにかけての Oasi di Persano は、ラムサール条約登録湿地である（セッレ、イタリアのラムサール条約登録地一覧も参照）。

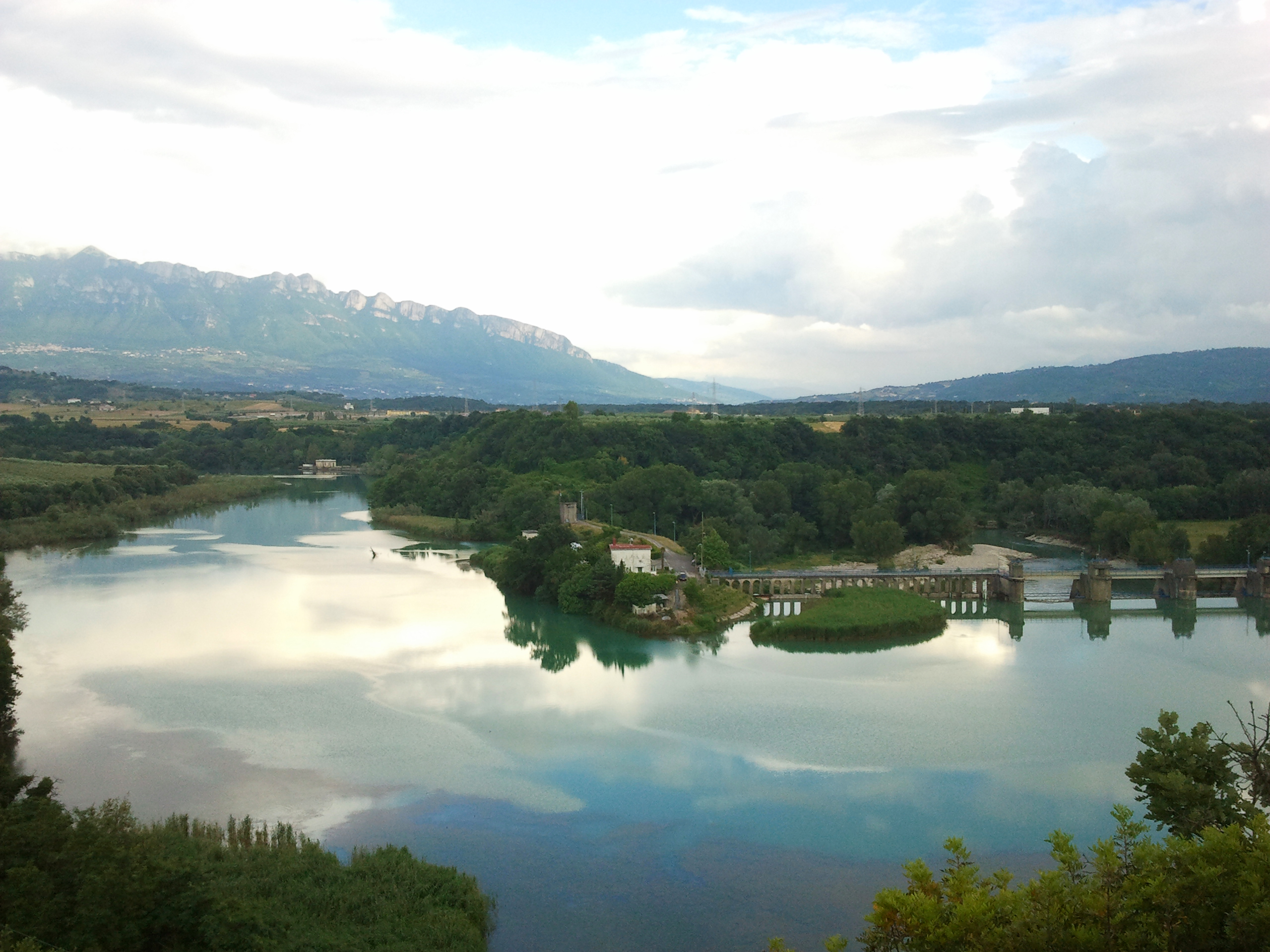